# Vlčí jáma (kniha)
Vlčí jáma je psychologický román Jarmily Glazarové vydaný roku 1938. Díky vyhroceným osudům postav a popisu jejich psychiky se řadí k psychologické próze. Kniha obsahuje také hodně slezského nářečí. Podle románu byl v roce 1957 volně natočen stejnojmenný film.

## Příběh
Hlavní hrdinka, 18letá dívka Jana, je sirotek, dostane se však do pěstounské rodiny, která žije v Klimkovicích (tehdy malém městečku ve Slezsku). Vztahy v rodině jsou však nevyrovnané; adoptivní otec Robert je o mnoho mladší než jeho žena Klára, která je tvrdá a panovačná, z čehož vyplývá jejich neplnohodnotný vztah. Robert v sobě pocit citové vyprahlosti potlačil, ale s Janou poblíž se staré rány znovu otvírají, a tak stále více času věnuje práci, dokonce se poté načas odstěhuje kvůli práci do Opavy. Služky, které u Kláry pracovaly, ji nesnášely, ale protože žily v tvrdém kraji, kde bylo málo práce, tak musely zůstat. Jana je však jemná a klidná dívka a cítí se opuštěně; teta Klára ji tyranizuje. Příkladem její umíněnosti může být například její koupě velkého množství levného zelí. Všichni ho pak musí šlapat, což je namáhavá činnost a nikdo už to nechce dělat, ale aby jim dokázala, že to jde, šlape ho sama skoro až do vyčerpání. Nebo si nechá vyrobit zcela nevkusný klobouk, který jí ještě k tomu vyrobí malý, ale protože v něm chtěla jít za každou cenu ven a chlubit se s ním ostatním, tak si ho narazila na hlavu. Nejen, že v něm vypadala směšně, ale ještě ji z toho začne bolet hlava.
Jana vše snáší, ale přes veškerou vděčnost, kterou k tetě cítí, si nemůže pomoci, soucítí s Robertem a velmi mu rozumí, miluje ho. Ráda by mu pomohla, ale netuší, jak to učinit, aniž by ublížila tetě, které je přese všechno povinována vděčností. Teta Klára nic netuší. Postarší teta dostane mozkovou mrtvici a je nějakou dobu upoutána na lůžko. Jana se o ni obětavě stará, ale ovzduší v domě je jí nesnesitelné, Jana je blízko zhroucení. Do toho všeho vstupuje lékař, který léčí tetu Kláru, ale je mu z duše líto mladé Jany, jejíž soužení cítí a snaží se jí všemožnými způsoby pomoci. Vprostřed všeho trápení přichází Robert, který strávil poslední půlrok v Praze, se srdcervoucí zprávou, jeho srdce je slabé a doktor mu nedává víc než půl roku života. Janu drží při životě jen chabá naděje v zázrak. Teta chřadne a život s ní se stále více podobá peklu. Robert stráví v domě skoro celý letní měsíc, ale není v něm již života. Odjíždí. Nedlouho poté přijde telefonicky zpráva o jeho smrti. Takřka ve stejnou chvíli umírá i teta Klára. Jana se zhroutí a probouzí se až v posteli lékaře, který se jí ujme a ožení se s ní.